# Histoire de fantômes chinois: The Tsui Hark Animation
Pour plus de détails, voir Fiche technique et Distribution.
Histoire de fantômes chinois: The Tsui Hark Animation (小倩, Xiǎo qiàn) est un film d'animation hongkongais réalisé par Andrew Chan et Tsui Hark, sorti en 1997. 

## Fiche technique
- Titre : Histoire de fantômes chinois: The Tsui Hark Animation
- Titre original : 小倩, Xiǎo qiàn
- Réalisation : Anrew Chan et Tsui Hark
- Scénario : Tsui Hark
- Pays d'origine :  Hong Kong
- Format : Couleurs - 1,85:1 - Dolby Digital - 35 mm
- Genre : Animation, fantastique
- Durée : 84 minutes
- Date de sortie : 
  -  Hong Kong : 26 juillet 1997

## Distribution
| Personnage                     | voix en cantonais | voix en mandarin | voix en anglais |
| ------------------------------ | ----------------- | ---------------- | --------------- |
| Ning                           | Jan Lamb          | Nicky Wu         | Michael Donovan |
| Siu Sin (Seen) / Shine         | Anita Yuen        | Sylvia Chang     | Nicole Oliver   |
| Siu Lan / Lan                  | Charlie Yeung     | Linda Wong Hing  | Janyse Jaud     |
| Solid Gold                     | Tsui Hark         | ?                | Scott McNeil    |
| Ten Miles / Monk Shi Fang      | Eric Kot          | Alec Su          | Matt Smith      |
| White Cloud / Reverend Bai Yun | Raymond Wong      | Sammo Hung       | Richard Newman  |
| Red Beard / Yan Chi Xia        | Wong Jim          | Lee Li-Chun      | Don Brown       |
| Siu Deep / Butterfly           | Charlie Yeung     | Liu Jo-Ying      | Venus Terzo     |
| Madame Trunk                   | Kelly Chen        | Yon Fan          | Shirley Millner |
| Mountain Evil                  | Jordan Chan       | Lo Ta-Yu         | Scott McNeil    |
| Siu Lan Fu                     | Ronald Cheng      | Ronald Cheng     | ?               |